# Alexandru V. Alexandri
Alexandru V. Alexandri (n. 4 iunie 1904, București – d. 22 februarie 1977, București) a fost un cercetător român în domeniul protecției plantelor, considerat fondatorul și promotorul cercetărilor de fitiatrie (terapia bolilor plantelor) în România. Cu o activitate de peste 40 de ani și aproape 100 de lucrări științifice publicate, Alexandri a contribuit decisiv la dezvoltarea metodelor chimice de combatere a bolilor și dăunătorilor agricoli, fiind primul specialist care a abordat sistematic problematica toxicității pesticidelor și a utilizării erbicidelor în agricultura românească.

## Biografie
Alexandru V. Alexandri s-a născut la 4 iunie 1904, în București. A urmat școala primară la Ploiești și liceul "Mihai Viteazul" din același oraș, pe care l-a absolvit în 1923. A studiat la Facultatea de Științe Naturale din București, pe care a absolvit-o în 1932. În 1933, a fost angajat de profesorul Traian Săvulescu ca asistent bacteriolog la Institutul de Cercetări Agronomice al României (ICAR), unde a început activitatea în domeniul fitopatologiei.
În 1940, a fost transferat la Direcția Protecției Plantelor din Ministerul Agriculturii, unde a activat până în 1957, ocupând inclusiv funcția de Consilier al Ministrului. Ulterior, a condus Laboratorul de Fitofarmacie la Institutul de Cercetări Horticole (1957-1966) și Secția de Fitoterapie la Institutul de Cercetări pentru Protecția Plantelor (1966-1970). După pensionare, între 1970-1977, a activat ca consultant științific la Institutul de Cercetări pentru Legumicultură și Floricultură Vidra, județul Argeș.
Alexandru V. Alexandri a decedat la 22 februarie 1977, în București.

## Activitate științifică
Activitatea științifică a lui Alexandru V. Alexandri s-a concentrat pe domeniul combaterii bolilor și dăunătorilor plantelor cultivate, fiind structurată pe următoarele direcții principale:
Combaterea bolilor și dăunătorilor
Alexandri a desfășurat cercetări ample privind metodele de combatere a bolilor și dăunătorilor, în special la culturile horticole. Lucrările sale au abordat problemele făinării la piersic, septoriozei la tomate, putregaiului la tomatele din seră, arsurii bacteriene la puieții de nuc, și combaterea parazitului Orobanche ramosa în culturile de tomate. A fost unul dintre primii specialiști care a inițiat cercetări la plante în vase de vegetație, permițând observarea precisă a evoluției bolilor și a efectului substanțelor de tratament.
Încă din 1933, a contribuit la publicația anuală "Starea fitosanitară în România", elaborând secțiunile referitoare la tratamentele chimice. A oferit recomandări pionierești pentru combaterea unor dăunători periculoși, precum păduchelul de San Jose (Aspidiotus perniciosus), folosind substanțe precum carbolineumul și introducând tehnici precum gazeificarea cu acid cianhidric.
Toxicologia pesticidelor
Alexandru V. Alexandri a fost promotorul și coordonatorul activităților de cercetare asupra efectelor toxice ale substanțelor chimice utilizate în agricultură. A fost primul specialist român care a răspuns preocupărilor internaționale privind impactul pesticidelor asupra mediului, după publicarea lucrării "Primăvara tăcută" (1962) de Rachel Carson.
În acest domeniu, a publicat lucrări fundamentale precum "Fenomene negative în urma utilizării produselor fitofarmaceutice" (1969), "Problema toxicității reziduale a substanțelor fitofarmaceutice folosite în protecția plantelor" (1967) și "Cercetări privind toxicitatea unor insecticide pentru albine" (1969). De asemenea, a studiat efectele insecticidelor cloroderivate asupra florei bacteriene din sol.
Lucrările sale au abordat aspecte precum prezența reziduurilor în organismul uman, toxicitatea preparatelor fitofarmaceutice, timpul de pauză și toleranțele admise, cauzele existenței și dispariției reziduurilor în produsele agroalimentare, remanența pesticidelor în sol, în apă și în produsele de origine animală, precum și influența acestora asupra vânatului.
Combaterea chimică a buruienilor
Alexandri a fost pionier în cercetările privind utilizarea substanțelor chimice pentru combaterea buruienilor în România. După 1950, a publicat lucrări precum "Combaterea buruienilor pe cale chimică în livezi" (1959-1961), "Combaterea chimică a buruienilor în culturile de ceapă, morcovi și tomate", "Combaterea buruienilor pe cale chimică în vii" și "Cercetări asupra combaterii chimice a pirului (Cynodon dactylon) în plantațiile de pomi". Aceste cercetări l-au consacrat ca precursor în aplicarea erbicidelor în culturile horticole românești.
Contribuții teoretice
Prin activitatea sa, Alexandru V. Alexandri a pus bazele teoretice ale fitiatriei ca disciplină distinctă în cadrul protecției plantelor. În Manualul Inginerului Agronom (1959), a elaborat pentru prima dată în mod sistematizat capitolul "Fitoterapia", care prefigura structura unei discipline de învățământ agronomic independente.
Acest capitol a acoperit aspecte precum: mașinile de combatere (mijloace agrofitotehnice, fizico-mecanice, biologice și chimice), aplicarea substanțelor chimice în protecția plantelor (tratarea semințelor, aplicarea prin stropiri, prăfuiri, irigații), și toxicitatea produselor chimice pentru om, inclusiv măsurile de securitate a muncii și aspectele legislative.
De asemenea, a contribuit la Tratatul de fitopatologie agricolă al profesorului Eugen Rădulescu, elaborând capitolul "Combaterea bolilor la plante (fitoiatria)" (90 de pagini).

## Lucrări publicate
Cărți și monografii
- "Contribuție la cunoașterea Gasteromycetelor din România", Monitorul Oficial, București, 1932
- "Vaccinarea la plante", Revista "Vasile Adamachi", Iași, 1936
- "Problema toxicității reziduale a substanțelor fitofarmaceutice folosite în protecția plantelor", ICDT, București, 1937
- "Dăunătorii cartofului", Editura Universul, București, 1947
- "Produse chimice folosite în protecția plantelor", Editura Agrosilvică de Stat, București, 1955
- "Omida fânețelor și pășunilor și combaterea ei", Editura Agrosilvică de Stat, București, 1956
- "Cum obținem semințe sănătoase de legume", Editura Agrosilvică, București, 1956
- "Dezinfectarea și dezinsectarea solului", Editura Agrosilvică, București, 1967
- "Îndrumător pentru folosirea produselor fitofarmaceutice", Ediția a II-a (cu T. Baicu și S. Lucescu), Editura Agrosilvică, București, 1968
- "Fenomene negative în urma utilizării produselor fitofarmaceutice", Editura Agrosilvică, București, 1969
- "Îndrumător pentru folosirea pesticidelor", Editura Ceres, 1974

## Capitole în lucrări colective
- "Fitoterapia" în "Manualul inginerului agronom", vol. II, Editura Agrosilvică, București, 1959
- "Combaterea bolilor la plante (Fitiatria)" în "Tratat de fitopatologie", Editura Academiei RSR, 1967

Articole științifice (selecție)
- "Starea fitosanitară în România în anul 1934-1935", Monitorul Oficial - Imprimeria Națională, București, 1936
- "Insecticide sistematice", Probleme agricole, nr. 2, 1955
- "Folosirea antibioticelor în protecția plantelor", Revista Grădina Via și Livada, nr. 10, 1956
- "Antibioticele folosite în protecția plantelor", Natura, nr. 8, 1956
- "Combaterea buruienilor pe cale chimică în vii", ICCA, Institutul de Cercetări Hortiviticole, Editura Agrosilvică, București, 1962
- "Combaterea buruienilor pe cale chimică în livezi", ICCA, ICHV, Editura Agrosilvică, 1962
- "Combaterea pe cale chimică a speciei Orobanche ramosa în culturile de tomate", Comunicări de botanică, vol. III, 1965
- "Cercetări asupra combaterii pe cale chimică a septoriozei la tomate", Analele Secției de Protecția Plantelor, ICCA, CDA, 1965
- "Cercetări asupra combaterii chimice a pirului în plantațiile de pomi", ICCA, Institutul de Cercetări pentru Protecția Plantelor, vol. IV, 1966
- "Noutăți în fitiatrie", Probleme agricole, nr. 9, 1967
- "Cercetări privind combaterea făinării la piersic", Analele Institutului de Cercetări pentru Protecția Plantelor, vol. V, 1967
- "Acțiunea unor insecticide cloroderivate asupra florei bacteriene din sol", Microbiologia, vol. I, București, 1968
- "Testarea produselor fitofarmaceutice", Analele Institutului de Protecția Plantelor CCPP, 1969
- "Ciuperci care produc putregaiuri și ofiliri la tomatele din sere", Analele Institutului de Cercetări pentru Protecția Plantelor, vol. II, 1971
- "Eficiența unor insecticide în combaterea moliei strugurilor", Analele Institutului de Cercetări Pentru Protecția Plantelor, vol. IX, 1971

## Moștenire și impact
Alexandru V. Alexandri rămâne în istoria științei agricole românești ca fondatorul și promotorul dezvoltării sectorului de fitiatrie (fitoterapie) în cercetarea și practica agricolă din România. Contribuțiile sale majore includ:
- Dezvoltarea și sistematizarea metodelor chimice de combatere a bolilor și dăunătorilor agricoli într-o perioadă când accentul era pus predominant pe studiile morfologice și biologice
- Introducerea conceptului de fitiatrie ca disciplină distinctă în cadrul protecției plantelor
- Pionieratul în cercetările privind toxicitatea pesticidelor și impactul lor asupra mediului
- Inițierea cercetărilor privind utilizarea erbicidelor în culturile horticole
- Elaborarea de îndrumătoare practice pentru utilizarea corectă a substanțelor fitofarmaceutice

Conceptele și metodologiile introduse de Alexandri au contribuit la modernizarea agriculturii românești, permițând combaterea eficientă a bolilor și dăunătorilor, concomitent cu reducerea riscurilor asupra sănătății umane și a mediului înconjurător.